# Endliche Von-Neumann-Algebra
Endliche Von-Neumann-Algebren werden im mathematischen Teilgebiet der Funktionalanalysis untersucht. Es handelt sich dabei um Von-Neumann-Algebren, deren Projektionen einer gewissen Endlichkeitsbedingung genügen.

## Definitionen
Es sei {\displaystyle A} eine Von-Neumann-Algebra über einem Hilbertraum {\displaystyle H}. Projektionen sind Elemente aus {\displaystyle A} mit der Eigenschaft {\displaystyle e=e^{*}=e^{2}}.  Den  Arbeiten von Murray und von Neumann über die heute sogenannten Von-Neumann-Algebren lag die Idee zu Grunde, Projektionen in Analogie zu Mengen zu untersuchen. Die Äquivalenz zweier Projektionen wird in Analogie zur Gleichmächtigkeit von Mengen definiert: {\displaystyle e_{1}} und {\displaystyle e_{2}} heißen äquivalent, wenn es ein {\displaystyle v\in A} gibt mit {\displaystyle e_{1}=v^{*}v} und {\displaystyle e_{2}=vv^{*}}; man schreibt {\displaystyle e_{1}\sim e_{2}}. Der Teilmengenbeziehung entspricht die Teilmengenbeziehung der projizierten Räume, das heißt man definiert {\displaystyle e_{1}\leq e_{2}} als {\displaystyle e_{1}(H)\subset e_{2}(H)}. Da eine Menge genau dann endlich ist, wenn sie zu keiner echten Teilmenge gleichmächtig ist, definiert man im Sinne der hier verfolgten Analogie:
Eine Projektion {\displaystyle e\in A} heißt endlich, falls {\displaystyle e\sim e_{1}\leq e} nur für {\displaystyle e=e_{1}} möglich ist. Man beachte, dass dieser Endlichkeitsbegriff von {\displaystyle A} abhängt, da der Äquivalenzbegriff von {\displaystyle A} abhängt.
Eine Von-Neumann-Algebra {\displaystyle A} heißt endlich, wenn das Einselement {\displaystyle 1=\mathrm {id} _{H}} als Projektion aus {\displaystyle A} endlich ist.

## Beispiele
- Abelsche Von-Neumann-Algebren sind endlich, denn für diese ist die Äquivalenz von Projektionen mit deren Gleichheit gleichbedeutend.
- Die endlichdimensionalen Algebren {\displaystyle A=L(\mathbb {C} ^{n})} über einem endlichdimensionalen Hilbertraum sind endlich, denn äquivalente Projektionen haben gleiche Dimension.
- Die Algebra {\displaystyle L(\ell ^{2})} über dem Folgenraum {\displaystyle \ell ^{2}} ist nicht endlich, denn ist {\displaystyle s\in L(\ell ^{2})} der Shiftoperator, so ist {\displaystyle 1=s^{*}s\sim ss^{*}<1}.
- Es sei {\displaystyle G} eine diskrete Gruppe. Jedes Element  {\displaystyle g\in G} operiert als Linksoperator {\displaystyle l_{g}} und als Rechtsoperator {\displaystyle r_{g}} auf dem Hilbertraum {\displaystyle \ell ^{2}(G)} in dem man  {\displaystyle (l_{g}(x))(h):=x(g^{-1}h)} und {\displaystyle (r_{g}(x))(h):=x(hg^{-1})} definiert. Es seien {\displaystyle L_{G}} und {\displaystyle R_{G}} die von {\displaystyle \{l_{g};\,g\in G\}} bzw. {\displaystyle \{r_{g};\,g\in G\}} erzeugten Von-Neumann-Algebren. Dann sind {\displaystyle L_{G}} und {\displaystyle R_{G}} endlich und gegenseitige Kommutanten.[1]

## Die Spur auf einer endlichen Von-Neumann-Algebra
Ist {\displaystyle A} eine endliche Von-Neumann-Algebra mit Zentrum {\displaystyle Z}, so gibt es genau eine lineare Abbildung {\displaystyle \tau :A\rightarrow Z} mit folgenden Eigenschaften:
- {\displaystyle \tau } ist positiv, das heißt aus {\displaystyle a\geq 0} folgt {\displaystyle \tau (a)\geq 0}
- {\displaystyle \tau } ist eine Spur, das heißt {\displaystyle \tau (ab)=\tau (ba)} für alle {\displaystyle a,b\in A}
- {\displaystyle \tau } ist eine Projektion auf {\displaystyle Z}, das heißt {\displaystyle \tau (z)=z} für alle {\displaystyle z\in Z}.

Die eindeutig bestimmte Spur heißt die kanonische Spur auf {\displaystyle A}. Sie hat zusätzlich folgende Eigenschaften:
- {\displaystyle \tau } ist strikt positiv, das heißt {\displaystyle a>0} folgt {\displaystyle \tau (a)>0}
- {\displaystyle \tau } ist {\displaystyle Z}-Morphismus, das heißt {\displaystyle \tau (za)=z\tau (a)} für alle {\displaystyle a\in A,z\in Z}.
- {\displaystyle \tau } ist eine Kontraktion, das heißt {\displaystyle \|\tau (a)\|\leq \|a\|} für alle {\displaystyle a\in A}
- {\displaystyle \tau } ist ultraschwach stetig.

Ist umgekehrt {\displaystyle A} eine Von-Neumann-Algebra mit Zentrum {\displaystyle Z} und einer strikt positiven Spur {\displaystyle \tau :A\rightarrow Z}, so ist {\displaystyle A} endlich. Ist nämlich {\displaystyle e_{1}\sim e_{2}\leq e_{1}}, so gibt es {\displaystyle v\in A} mit {\displaystyle e_{1}=v^{*}v} und {\displaystyle e_{2}=vv^{*}}. Daraus folgt {\displaystyle e_{2}-e_{1}\geq 0} und {\displaystyle \tau (e_{2}-e_{1})=\tau (vv^{*})-\tau (v^{*}v)=0} wegen der Spureigenschaft und dann {\displaystyle e_{2}-e_{1}=0} wegen der strikten Positivität. Daher ist jede Projektion in {\displaystyle A} endlich, woraus sich die Endlichkeit von {\displaystyle A} ergibt.

## Weitere Charakterisierungen

### Typen endlicher Von-Neumann-Algebren
In der Typklassifikation der Von-Neumann-Algebren sind genau die Typ In Algebren mit {\displaystyle n<\infty } und die Typ II1 Algebren endlich.

### Unitäre Äquivalenz von Projektionen
Zwei Projektionen {\displaystyle e_{1},e_{2}} einer Von-Neumann-Algebra {\displaystyle A} heißen unitär äquivalent, wenn es ein unitäres Element {\displaystyle u\in A} (d. h. {\displaystyle 1=u^{*}u=uu^{*}}) gibt mit {\displaystyle e_{1}=u^{*}e_{2}u}. Aus der unitären Äquivalenz folgt die gewöhnliche, oben definierte Äquivalenz, denn aus der definierenden Gleichung folgt {\displaystyle e_{1}=u^{*}e_{2}u=(e_{2}u)^{*}(e_{2}u)} und  {\displaystyle (e_{2}u)(e_{2}u)^{*}=e_{2}uu^{*}e_{2}=e_{2}1e_{2}=e_{2}^{2}=e_{2}}. Die Umkehrung ist im Allgemeinen falsch.
Eine Von-Neumann-Algebra ist genau dann endlich, wenn Äquivalenz und unitäre Äquivalenz übereinstimmen.

### Stetigkeit der Involution
Die Involution auf einer Von-Neumann-Algebra ist im Allgemeinen nicht stetig bzgl. der starken Operatortopologie, wie man am Beispiel des unilateralen Shiftoperators {\displaystyle s\in L(\ell ^{2})} zeigen kann, denn für alle {\displaystyle \xi =(\xi _{n})_{n}\in \ell ^{2}} gilt {\displaystyle \|{s^{n}}^{*}\xi \|=\|(\xi _{n+1},\xi _{n+2},\ldots )\|\rightarrow 0}, aber {\displaystyle \|s^{n}\xi \|=\|\xi \|}, was für von 0 verschiedenes {\displaystyle \xi } nicht gegen 0 konvergiert. In endlichen Von-Neumann-Algebren kann so etwas nicht passieren.
Eine Von-Neumann-Algebra ist genau dann endlich, wenn die Involution auf allen beschränkten Mengen stark-stetig ist.